# Suhpalacsa formosanus
Suhpalacsa formosanus is een insect uit de familie van de vlinderhaften (Ascalaphidae), die tot de orde netvleugeligen (Neuroptera) behoort. 
Suhpalacsa formosanus is voor het eerst wetenschappelijk beschreven door Okamoto in 1909.